# Condado de Jo Daviess
O Condado de Jo Daviess é um dos 102 condados do Estado americano de Illinois. A sede do condado é Galena, e sua maior cidade é Galena. O condado possui uma área de 1 602 km² (dos quais 46 km² estão cobertos por água), uma população de 22 289 habitantes, e uma densidade populacional de 14 hab/km² (segundo o censo nacional de 2000). O condado foi fundado em 27 de fevereiro de 1827.